# Dungeon Meshi
Dungeon Meshi (ダンジョン飯 Danjon Meshi?), también conocida como Delicious in Dungeon en inglés y Tragones y Mazmorras en español, es una serie de manga japonesa escrita e ilustrada por Ryōko Kui. La serie se publica en la revista Harta de Enterbrain. Una adaptación de la serie al anime de Trigger se estrenó el 4 de enero de 2024.

## Argumento
En un mundo de fantasía de exploración de mazmorras, los gremios realizan expediciones para asaltar mazmorras. Muchos esperan encontrar el misterioso Reino Dorado, que se dice que es el tesoro de cierta mazmorra isleña. La historia comienza cuando un grupo de seis aventureros intenta matar a un dragón; sin embargo, se ven obligados a escapar y pierden a la hermana del líder, Falin (una lanzadora de conjuros), tras ser devorada por un dragón rojo. Después de este fracaso, dos miembros del grupo se van para unirse a otro grupo de aventureros, dejando solo al líder Laios (un espadachín), Chilchuck (un pícaro mediano) y Marcille (una hechicera) para buscar a la hermana de Laios, Falin. 
Sintiéndose en deuda con su compañera y amiga de grupo, Falin, quien usó magia para teletransportar al grupo a un lugar seguro, el resto del grupo piensa en cómo regresar al piso de la mazmorra donde está el dragón a tiempo para salvar a Falin de ser digerida. Al igual que las versiones anteriores de Dungeons & Dragons, los miembros del equipo deben considerar el precio de las armas, la defensa, las tarifas de reclutamiento de más miembros del equipo y la comida.
Con la mayoría de sus suministros y recursos perdidos en la mazmorra, la misión parece imposible, hasta que Laios sugiere que se mantengan encontrando comida dentro de la mazmorra. Laios secretamente ha querido comer monstruos de las mazmorras durante mucho tiempo y les enseña a Chilchuck y Marcille un libro de cocina sobre cómo preparar comidas a partir de monstruos en un intento de convencerlos de su plan. Aceptan de mala gana y regresan a la mazmorra. El primer piso de la mazmorra está lleno de aventureros y parece un mercado. Aquí es donde el equipo se encuentra y se une a Senshi, un enano que tiene 10 años de experiencia manteniéndose en el calabozo cocinando monstruos y recolectando comida.
Luego, la historia detalla sus viajes a través de la mazmorra, los entornos, las trampas y los monstruos que encuentran, y las comidas que cocinan. Los pros y los contras de estas comidas y las reacciones de los personajes ante ellas son un chiste recurrente.

## Personajes
Laios (ライオス Raiosu?)
 Seiyū: Kentarō Kumagai
Un "hombre alto" (トールマン, tōruman ), o humano, que debe aventurarse en lo más profundo de una mazmorra para rescatar a su hermana Falin antes de que sea digerida por el dragón rojo que derrotó a su grupo. Laios es un luchador fuerte y el líder del grupo, pero también carece de tacto. Es una persona muy tranquila y gentil a la que le entusiasma probar diferentes comidas monstruosas. A menudo utiliza el conocimiento adquirido cocinando monstruos para desarrollar técnicas para derrotarlos. Tiende a hablar muy rápido cuando está emocionado.
Marcille (マルシル Marushiru?)
 Seiyū: Sayaka Senbongi
Una maga semielfa que lucha lanzando con magia desde un alto bastón de madera. Es una persona cautelosa que suele dudar y, a veces incluso no está dispuesta a comerse monstruos. Es muy hábil en diferentes tipos de magia y, a menudo, es capaz de realizar hechizos complicados o de alto poder con poca preparación, aunque sus compañeros subestiman su habilidad. Es miembro original del grupo de Laios.
Chilchuck (チルチャック Chiruchakku?)
 Seiyū: Asuna Tomari
Un pícaro mediano (ハーフフット, hāfufutto), o haffling, con buena destreza y agudos sentidos. Chilchuck desactiva trampas, encuentra caminos ocultos y actúa de carterista para el grupo. Es una persona sensata que a menudo reprende a Laios por su falta de tacto y su obsesión con los monstruos, pero en el fondo realmente se preocupa por sus compañeros. No le gusta que otras personas se hagan cargo de su trabajo o asuman riesgos innecesarios. Por regla general evita el combate, pero puede utilizar el arco y la flecha. Es un miembro original del grupo de Laios.
Senshi (センシ Senshi?)
 Seiyū: Hiroshi Naka
Un guerrero enano que se une al grupo para poder cumplir su sueño de cocinar al dragón rojo que Laios y su grupo se han propuesto matar. Senshi tiene un conocimiento inmenso de la mazmorra y de los monstruos que contiene, y es un chef experto. Normalmente lucha con un hacha grande, pero siempre lleva una olla de wok y utensilios de cocina. Se asegura de que el grupo esté bien alimentado y tenga una dieta equilibrada para que puedan atravesar la mazmorra.
Falin (ファリン Farin?)
 Seiyū: Saori Hayami
Una lanzadora de hechizos y hermana de Laios, que fue devorada por un dragón rojo en el fondo de la mazmorra después de usar su magia para teletransportar al resto del grupo a un lugar seguro. Laios y su grupo están en un viaje para rescatarla y revivirla antes de que termine el ciclo de digestión del dragón, que dura un mes, tras lo que no podrán resucitarla. Tiene una habilidad única para comunicarse con los fantasmas y la usa para mantener a su grupo seguro y eliminar los fantasmas que poseen cadáveres. Es una persona amable que comparte el amor de su hermano por los monstruos. Es miembro original del grupo de Laios.
Izutsumi (イヅツミ Izutsumi?)
Una chica del este, antiguo miembro del grupo de Shuro. Tras descubrir que Marcille es experta en la magia antigua, huyó de su grupo y buscó al grupo de Laios. Es víctima de una maldición que fusionó su alma a la de una bestia felina, por lo que se une al grupo de Laios para buscar una cura para su maldición.
"Kensuke" (ケン助 Kensuke?)
La espada de Laios. Dentro de ella vive un molusco de armadura viviente que, en ocasiones de peligro, avisa a Laios.
Namari (ナマリ Namari?)
 Seiyū: Akira Miki
Una guerrera enana antigua miembro del grupo de Laios. Abandonó el grupo después de que Falin fuera devorada por el dragón rojo. Su padre era un traficante de armas que se ganó el odio entre la comunidad enana de la isla. Necesita dinero, por lo que trabajó de guardaespaldas para una pareja de gnomos que quería investigar la mazmorra.
Shuro (シュロー Shurō?), Toshiro Nakamoto (半本 俊朗 Nakamoto Toshirō?)
 Seiyū: Shinji Kawada
Un guerrero noble humano de las tierras del este y antiguo miembro del grupo de Laios. Está enamorado de Falin así que, después de que esta fuera devorada por el dragón rojo, fue a buscar a sus sirvientes para que le ayudasen a llegar cuanto antes a los pisos inferiores de la mazmorra. Desprecia a Laios por su falta de tacto y por no saber leer las intenciones de las personas.
Kabru (カブルー Kaburū?)
 Seiyū: Wataru Katō
Un guerrero humano que explora la mazmorra. Le encanta leer a las personas y caerles bien. Es una persona muy carismática y que entiende las emociones ocultas de los demás. Odia a los monstruos.
Rinsha (リンシャ?)
 Seiyū: Rie Takahashi
Hechicera humana miembro del grupo de Kabru. Está enamorada de él, pero no lo confesará nunca. Posee un repertorio de magia muy poderosa y desprecia a los magos entrenados en academias.
Mickbell (ミックベル Mikkuberu?)
 Seiyū: Miyu Tomita
Mediano miembro del grupo de Kabru. Ha oído malas cosas de Chillchuk y por eso no le acaba de caer bien. Compró los servicios de un Kobold para que le haga de guardaespaldas.
Kuro (クロ?)
 Seiyū: Tōru Nara
Kobold guardaespaldas de Mickbell y, por ende, miembro del grupo de Kabru. No habla bien el idoma común, así que le cuesta comunicarse.
Holm (ホルム Horumu?)
 Seiyū: Yūya Hirose
Hechicero gnomo miembro del grupo de Kabru.
Daya (ダイア Daia?)
 Seiyū: Kei Kawamura
Sissel (シスル Shisuru?)
 Seiyū: Yū Kobayashi

## Contenido de la obra

### Manga
Ryōko Kui comenzó a publicar la serie en la revista Harta de Enterbrain el 15 de febrero de 2014. Sus capítulos individuales han sido recopilados en catorce volúmenes tankōbon. Yen Press anunció que obtuvo la licencia para publicarla en inglés el 28 de octubre de 2016.
Milky Way Ediciones obtuvo la licencia en España.

#### Lista de volúmenes
| Volúmenes de manga publicados | Volúmenes de manga publicados | Volúmenes de manga publicados | Volúmenes de manga publicados | Volúmenes de manga publicados |
| Número                        | Fecha de lanzamiento          | ISBN                          | Fecha de lanzamiento          | ISBN                          |
| ----------------------------- | ----------------------------- | ----------------------------- | ----------------------------- | ----------------------------- |
| 1                             | 15 de enero de 2015           | ISBN 978-4-04-730153-5        | 27 de febrero de 2017         | ISBN 978-84-16960-26-2        |
| 2                             | 12 de agosto de 2015          | ISBN 978-4-04-730676-9        | 27 de abril de 2017           | ISBN 978-84-16960-37-8        |
| 3                             | 12 de agosto de 2016          | ISBN 978-4-04-734243-9        | 27 de junio de 2017           | ISBN 978-84-16960-47-7        |
| 4                             | 15 de febrero de 2017         | ISBN 978-4-04-734417-4        | 29 de agosto de 2017          | ISBN 978-84-16960-65-1        |
| 5                             | 10 de agosto de 2017          | ISBN 978-4-04-734631-4        | 27 de febrero de 2018         | ISBN 978-84-17373-07-8        |
| 6                             | 13 de abril de 2018           | ISBN 978-4-04-735131-8        | 25 de septiembre de 2018      | ISBN 978-84-17373-59-7        |
| 7                             | 12 de abril de 2019           | ISBN 978-4-04-735639-9        | 30 de enero de 2020           | ISBN 978-84-17820-85-5        |
| 8                             | 14 de septiembre de 2019      | ISBN 978-4-04-735626-9        | 26 de noviembre de 2020       | ISBN 978-84-18222-62-7        |
| 9                             | 15 de mayo de 2020            | ISBN 978-4-04-736116-4        | 27 de mayo de 2021            | ISBN 978-84-18788-13-0        |
| 10                            | 13 de febrero de 2021         | ISBN 978-4-04-736274-1        | 28 de abril de 2022           | ISBN 978-84-19195-24-1        |
| 11                            | 15 de septiembre de 2021      | ISBN 978-4-04-736622-0        | 28 de junio de 2022           | ISBN 978-84-19195-53-1        |
| 12                            | 10 de agosto de 2022          | ISBN 978-4-04-737046-3        | 27 de julio de 2023           | ISBN 978-84-19914-17-0        |
| 13                            | 15 de diciembre de 2023       | ISBN 978-4-04-737456-0        | 25 de marzo de 2024           | ISBN 978-84-10223-14-1        |
| 14                            | 15 de diciembre de 2023       | ISBN 978-4-04-737740-0        | 26 de junio de 2024           | ISBN 978-84-10223-51-6        |

### Anime
En agosto de 2022, se anunció que la serie recibiría una adaptación al anime producida por Trigger. La serie está dirigida por Yoshihiro Miyajima, con guiones escritos por Kimiko Ueno, diseños de personajes a cargo de Naoki Takeda y música compuesta por Yasunori Mitsuda y Shunsuke Tsuchiya. Se estrenó el 4 de enero de 2024 en Tokyo MX y otras cadenas. Se emitió durante dos cursos consecutivos. El primer tema de apertura es «Sleep Walking Orchestra», interpretado por Bump of Chicken, mientras que el primer tema de cierre es «Party!!», interpretado por Ryokuōshoku Shakai. El segundo tema de apertura es «Unmei» (運命?), interpretado por sumika, mientras que el segundo tema de cierre es «Kirakira no Hai» (キラキラの灰?), interpretado por Regal Lily. Netflix obtuvo la licencia mundial de la serie.
El 13 de junio de 2024, tras el último episodio de la primera temporada, se anunció una segunda temporada.

## Recepción
El volumen 1 alcanzó el puesto 11 en las listas de manga semanales de Oricon, y fue el volumen de manga número 87 más vendido en Japón desde el 17 de noviembre de 2014 hasta el 17 de mayo de 2015, con 315 298 copias vendidas. Al 16 de agosto de 2015 había vendido 381.614 copias. El volumen 2 alcanzó el 3er lugar en las listas, y, al 17 de septiembre de 2015, había vendido 362.906 copias. En agosto de 2017, los primeros 4 volúmenes tenían más de 2 millones de copias impresas.
El manga fue elegido como el 13º mejor manga de 2015 en el ranking de manga Libro del Año de la revista Da Vinci. La edición de 2016 de la guía Kono Manga ga Sugoi! clasificó a la serie en el número uno en su lista de los 20 mejores manga para lectores masculinos.

## Promoción
En 2017, se lanzó en YouTube una animación stop motion, subtitulada Senshi's Easy Cooking! (センシのかんたんクッキング！ Senshi no Kantan Kukkingu!?), para conmemorar el lanzamiento del quinto volumen del manga. En 2019, se lanzó un comercial animado producido por Trigger para promocionar el octavo volumen del manga.